# Галкин, Виктор Сергеевич
Виктор Сергеевич Га́лкин (13 мая 1945, Торжок, Калининская область) — советский футболист, полузащитник.
Воспитанник СК «Авангард» Торжок. В 1963—1964 играл в команде КФК «Планета» Калинин. В составе калининской «Волги» во второй лиге в 1968—1977 годах провёл 285 игр, забил 52 (53) мяча. Капитан команды в 1974—1976 годах. Обладатель Кубка РСФСР 1975 года. В 1977—1978, 2000—2002 годах — тренер «Волги», в 1979 (с августа), 1984—1985) — старший тренер, в 1986 — начальник команды.